# Lê Thị Quỳnh Hoa
Lê Thị Quỳnh Hoa (sinh ngày 26 tháng 10 năm 1968) là kiểm sát viên Việt Nam. Bà hiện đang giữ chức vụ Viện trưởng Viện kiểm sát nhân dân tỉnh Hà Tĩnh (từ ngày 1 tháng 11 năm 2018).

## Tiểu sử
Lê Thị Quỳnh Hoa sinh ngày 26 tháng 10 năm 1968, quê quán tại xã Thạch Hưng, thành phố Hà Tĩnh, tỉnh Hà Tĩnh.
Bà là người dân tộc Kinh, không theo tôn giáo nào.
Ngày 26 tháng 10 năm 2018, Lê Thị Quỳnh Hoa, Phó Viện trưởng Viện kiểm sát nhân dân tỉnh Hà Tĩnh, được ông Bùi Mạnh Cường, Phó Viện trưởng Viện kiểm sát nhân dân tối cao Việt Nam trao quyết định của Viện trưởng Viện kiểm sát nhân dân tối cao Việt Nam Lê Minh Trí bổ nhiệm giữ chức vụ Viện trưởng Viện kiểm sát nhân dân tỉnh Hà Tĩnh nhiệm kì 5 năm kể từ ngày 1 tháng 11 năm 2018.